# Team Lotus
Team Lotus a fost compania soră a producătorului englez de mașini sport Lotus Cars. Echipa a rulat mașini în mai multe categorii de sporturi cu motor precum Formula 1, Formula 2, Formula Ford, Formula Junior, IndyCar și cursele de mașini sport. La mai bine de zece ani de la ultima sa cursă, Team Lotus a rămas una dintre cele mai de succes echipe de curse din toate timpurile, câștigând șapte titluri la constructori în Formula 1, șase campionate la piloți și Indianapolis 500 din Statele Unite între 1962 și 1978. Sub conducerea fondatorului și designerului șef Colin Chapman, Lotus a fost responsabil pentru multe dezvoltări inovatoare și experimentale în sporturile cu motor, atât în sfera tehnică, cât și în cea comercială.
Numele Lotus a revenit în Formula 1 în 2010 ca echipa Lotus Racing a lui Tony Fernandes. În 2011, imaginea emblematică negru-aurie a echipei Lotus a revenit în F1 ca imaginea echipei Lotus Renault GP, sponsorizată de Lotus Cars, iar în 2012, echipa a fost redenumită complet în Lotus F1 Team.

## Istoric

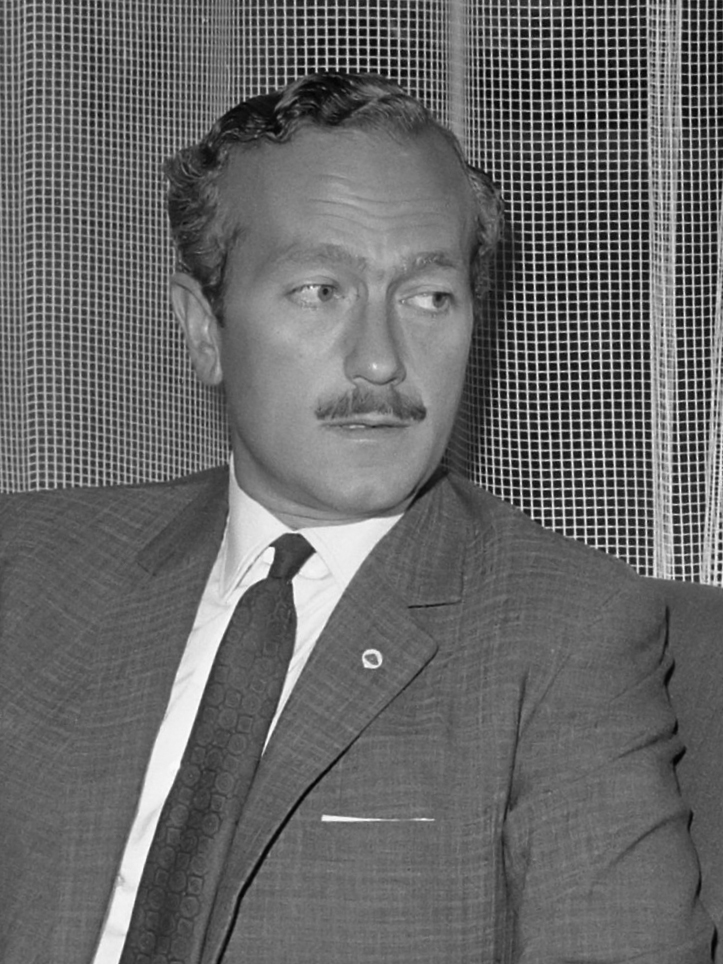
Colin Chapman, fondatorul echipei.

### anii 1950: Fondarea și primii ani
Colin Chapman a înființat Lotus Engineering Ltd în 1952 la Hornsey, Regatul Unit. Lotus a obținut un succes rapid cu mașinile sport Mk 6 din 1953 și Mk 8 din 1954. Team Lotus a fost separată de Lotus Engineering în 1954. Un nou regulament de Formula 2 a fost anunțat pentru 1957, iar în Marea Britanie, mai mulți organizatori au organizat curse pentru noile reglementări în cursul anului 1956. Majoritatea mașinilor înscrise în acel an erau mașini sport și includeau un număr mare de Lotus 11 propulsate de motorul Coventry Climax.
În anul următor, a apărut Lotus 12. Conducând unul în 1958, Allison a câștigat clasa F2 în Trofeul Internațional de la Silverstone, învingându-l pe Stuart Lewis-Evans într-un Cooper. Remarcabilul Type 14 propulsat de Coventry Climax, versiunea de producție a Lotus Cars, a obținut șase victorii de clasă, plus „Indexul performanței” de mai multe ori la cursa de 24 de ore de la Le Mans.

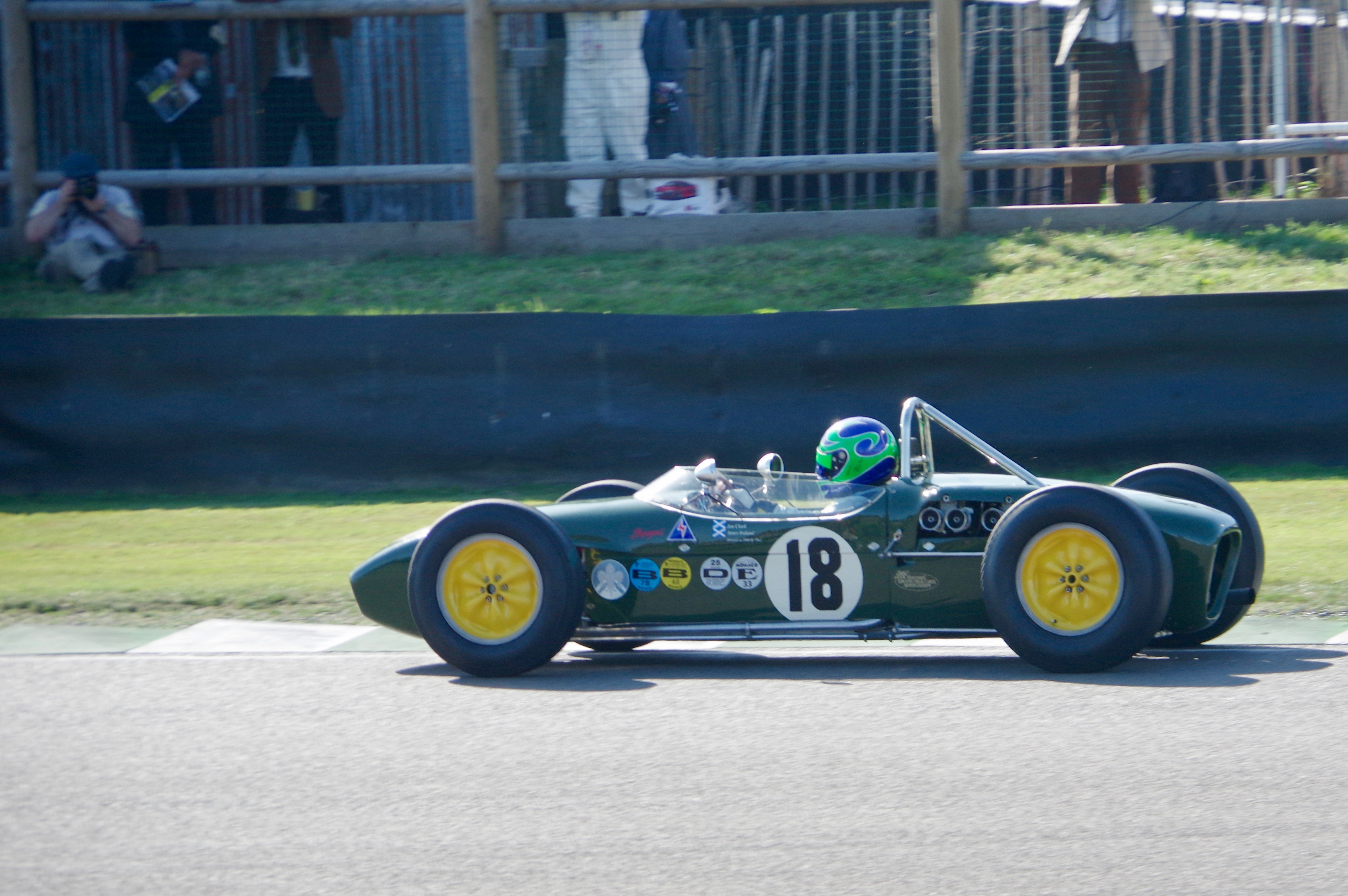
Lotus 18, mașina cu motor central introdusă de Lotus în.

Pe măsură ce motoarele Coventry Climax au fost mărite în 1952 la 2,2 litri, Chapman a decis să participe la cursele de Mare Premiu, rulând o pereche de Lotus 12 la Monaco în 1958 pentru Graham Hill și Cliff Allison. Acestea au fost înlocuite mai târziu în acel an cu Lotus 16. În 1959 – moment în care motoarele Coventry Climax fuseseră extinse la 2,5 litri – Chapman a continuat cu mașini de F1 cu motor frontal, dar nu a reușit vreun succes măreț, așa că în 1960 a trecut la Lotus 18 care era echipat cu un motor central. Până în acel moment, succesul companiei a determinat-o să se extindă într-o asemenea măsură încât a fost nevoită să-și mute sediul la Cheshunt.

### anii 1960: Lotus inovează Formula 1
Prima victorie în Formula 1 a echipei Lotus a venit atunci când Innes Ireland a câștigat Marele Premiu al Statelor Unite din 1961. Cu un an mai devreme, Stirling Moss înregistrase prima victorie pentru o mașină Lotus la Monaco cu Lotus 18 introdus de echipa independentă Rob Walker Racing. În 1963, Jim Clark a condus mașina Lotus 25 către șapte victorii remarcabile și a câștigat Campionatul Mondial. Titlul din 1964 era încă încă în dispută până la ultima cursă din sezon, cea din Mexic, dar problemele cu mașina lui Clark și BRM-ul lui Hill i-au oferit titlul lui John Surtees cu Ferrari-ul său. Cu toate acestea, în 1965, Clark a dominat din nou, obținând șase victorii în Lotus 33, câștigând astfel din nou campionatul.

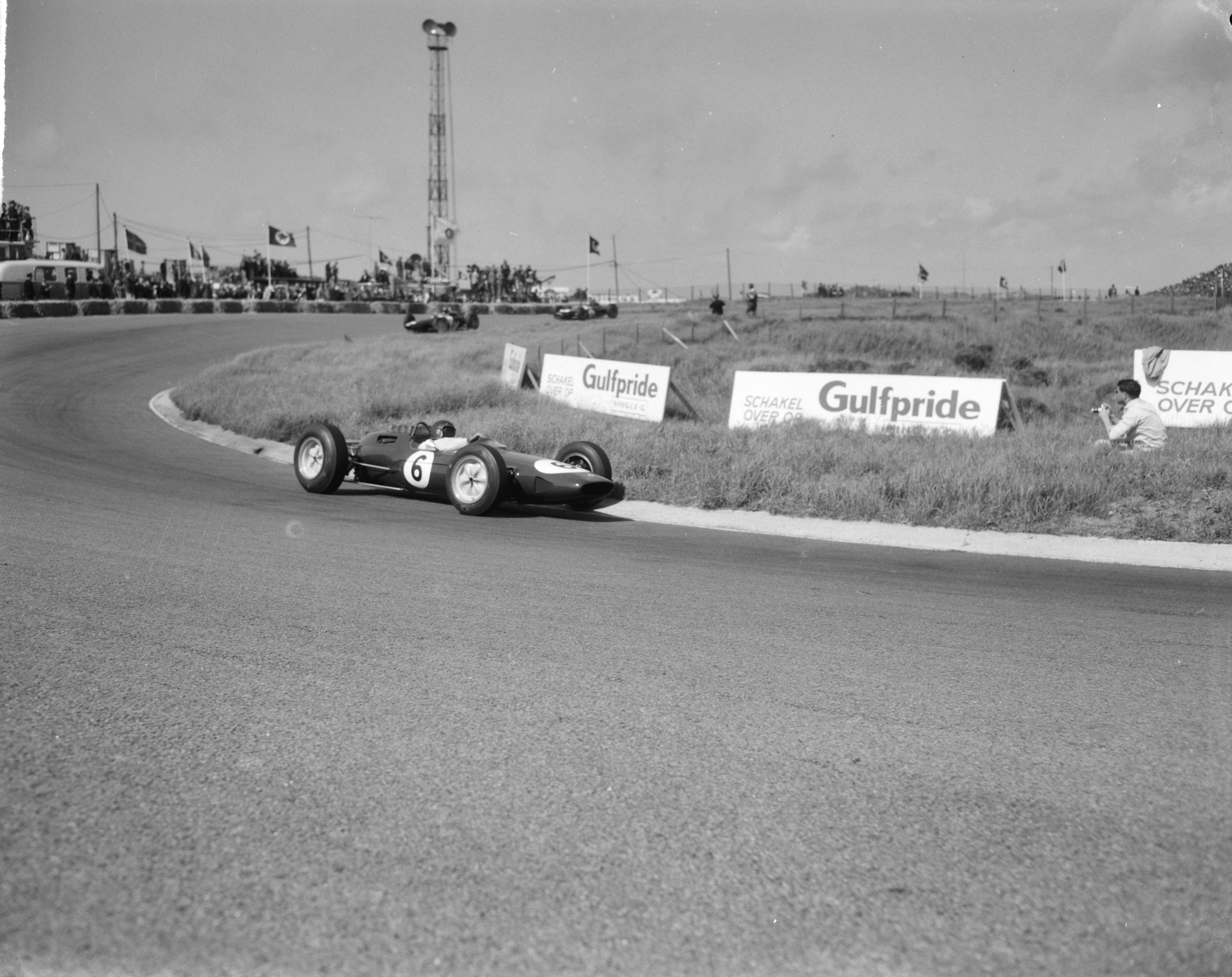
Jim Clark în.

Când dimensiunea motorului de Formula 1 a crescut la trei litri în 1966, Lotus a fost surprinsă nepregătită parțial din cauza eșecului proiectului Coventry Climax de 1,5 litri FWMW Flat-16, care a împiedicat Climax să dezvolte un succesor de 3 litri. Au început sezonul cu motorul V8 Coventry-Climax FWMV de doi litri, pregătit în grabă și necompetitiv, trecând la motorul BRM P75 H16 în timp pentru Marele Premiu al Italiei, noul motor dovedindu-se a fi foarte greu și nefiabil. O trecere la noul Ford Cosworth DFV, proiectat de fostul angajat Lotus Keith Duckworth, în 1967, a readus echipa în fruntea grilei.
Deși nu au reușit să câștige titlul în 1967, până la sfârșitul sezonului, Lotus 49 și motorul DFV erau suficient de mature pentru a face din nou echipa Lotus dominantă. Cu toate acestea, pentru 1968, Lotus își pierduse dreptul exclusiv de a utiliza modelul DFV. Marele Premiu al Africii de Sud din 1968, cursa de deschidere a sezonului, a confirmat superioritatea lui Lotus, Jim Clark și Graham Hill terminând cursa pe pozițiile 1–2. Aceasta urma să fie ultima victorie a lui Clark, unul dintre cei mai de succes și mai populari piloți din toate timpurile, deoarece, la 7 aprilie 1968, acesta a decedat la volanul unui Lotus 48 la Hockenheimring într-un eveniment de Formula 2 din afara campionatului. Sezonul a văzut introducerea aripilor așa cum s-a văzut anterior pe diverse mașini, inclusiv pe mașina sport Chaparral. Colin Chapman a introdus aripile-față modeste și un spoiler pe mașina 49B a lui Hill la Marele Premiu al Principatului Monaco din 1968. Hill a câștigat Campionatul Mondial de Formula 1 din 1968, conducând Lotus 49.
Cam în aceeași perioadă, Chapman a mutat echipa într-un nou sediu la Hethel din Norfolk. Pe amplasament, fosta bază de bombardiere RAF Hethel, a fost construită o nouă fabrică, iar vechile piste au fost transformate într-o unitate de testare. Birourile și studiourile de design aveau sediul la Ketteringham Hall din apropiere, care a devenit sediul atât pentru Team Lotus, cât și pentru Lotus Cars. Au fost efectuate teste suplimentare pentru mașini la Snetterton, la câțiva kilometri de Hethel.

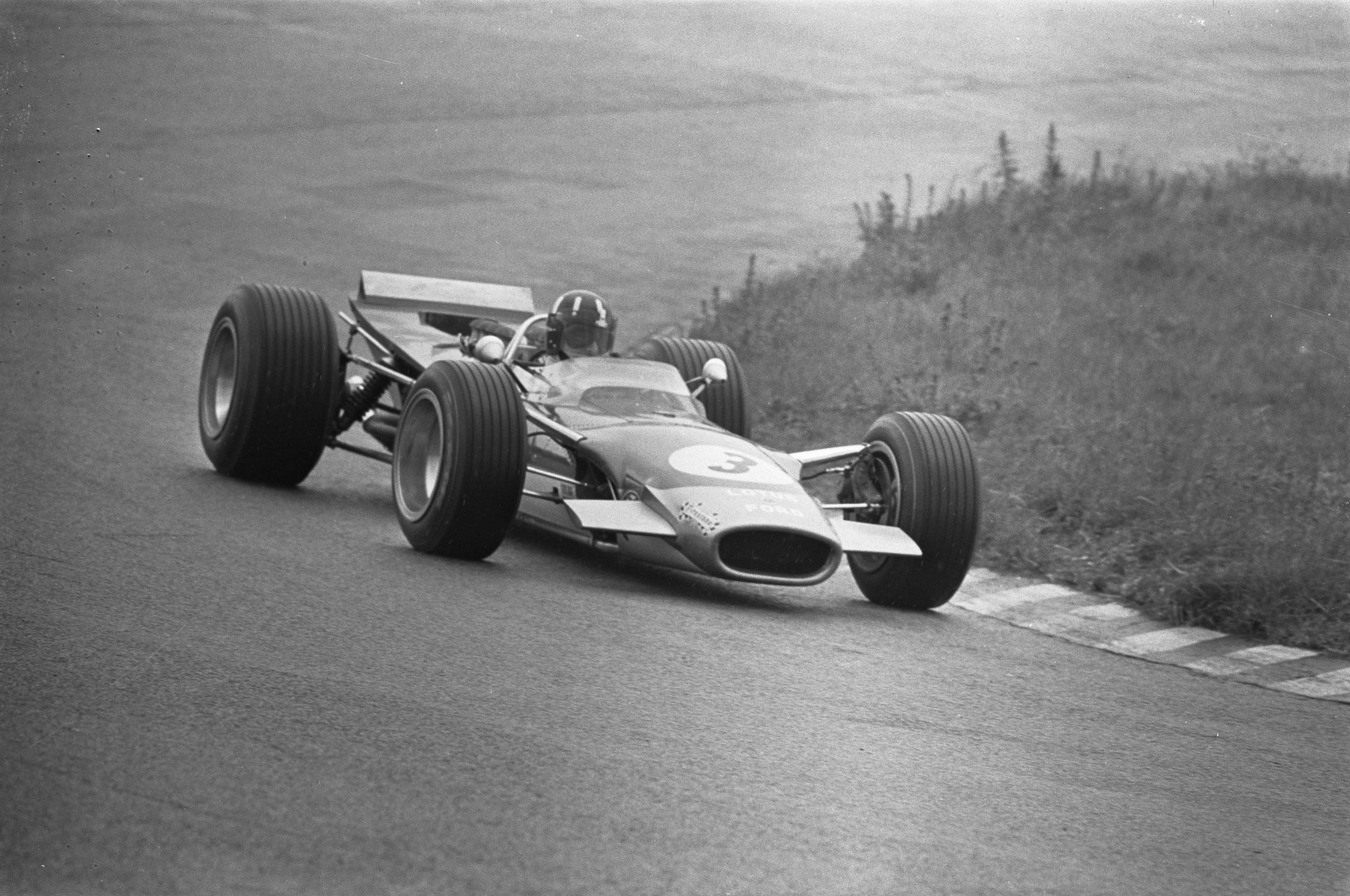
Graham Hill în.

În 1969, echipa a petrecut mult timp experimentând cu o mașină propulsată de o turbină cu gaz și, după patru curse pe umed în 1968, cu tracțiune integrală. Ambele concepte nu au avut succes, mai ales că fiecare cursă s-a desfășurat pe uscat. Ei au conceput o mașină nouă revoluționară pentru 1970 - Lotus 72 în formă de pană.
Deși foarte inovator, Chapman a fost criticat și pentru fragilitatea structurală a design-urilor sale. Numărul piloților de top răniți grav sau decedați în mașinile Lotus a fost considerabil – în special Stirling Moss, Alan Stacey, Mike Taylor, Jim Clark, Mike Spence, Bobby Marshman, Graham Hill, Jochen Rindt și Ronnie Peterson. În cartea lui Dave Friedman „Indianapolis Memories 1961–1969”, Dan Gurney este citat spunând: „Credeam că modul Lotus de a face lucrurile era bun? Nu. Am avut câteva defecțiuni structurale la acele mașini [Lotus 34 și 38]. Dar la acel moment, am simțit că acesta era prețul pe care trebuia să-l plătești pentru a obține ceva semnificativ mai bun.”

### anii 1970: Dominarea
Noul Lotus 72 a fost o mașină foarte inovatoare, având suspensie cu bară de torsiune, radiatoare montate pe lateral, frâne față interioare și o aripă spate evidențiată. 72 a avut inițial probleme cu suspensia, iar Jochen Rindt a obținut o victorie norocoasă la Monaco în vechiul 49, când Jack Brabham a suferit un accident în ultimul tur în timp ce era la conducerea cursei. Dar, după ce au fost concepute soluții pentru suspensie, mașina și-a arătat rapid superioritatea, iar Rindt a dominat campionatul până și-a pierdut viața la Monza după ce s-a rupt un arbore de frână. Rindt începuse abia de curând să poarte un ham pentru umăr, dar a refuzat să poarte curele pentru picioare, deoarece simțea că îi încetinesc ieșirea din mașină în caz de incendiu. Când mașina a lovit bariera frontal, Rindt a alunecat în față, iar centura abdominală i-a provocat răni fatale la cap și gât. Restul sezonului 1970 a fost extrem de strâns, asta deoarece Ferrari a început să recupereze din avantajul creat de Rindt. O victorie strălucitoare în Marele Premiu al Statelor Unite a pilotului debutant Emerson Fittipaldi, care debutase în Marele Premiu al Marii Britanii într-un 49, a adjudecat campionatul pentru Rindt, care a devenit astfel singurul pilot din istorie care a câștigat campionatul mondial post-mortem.

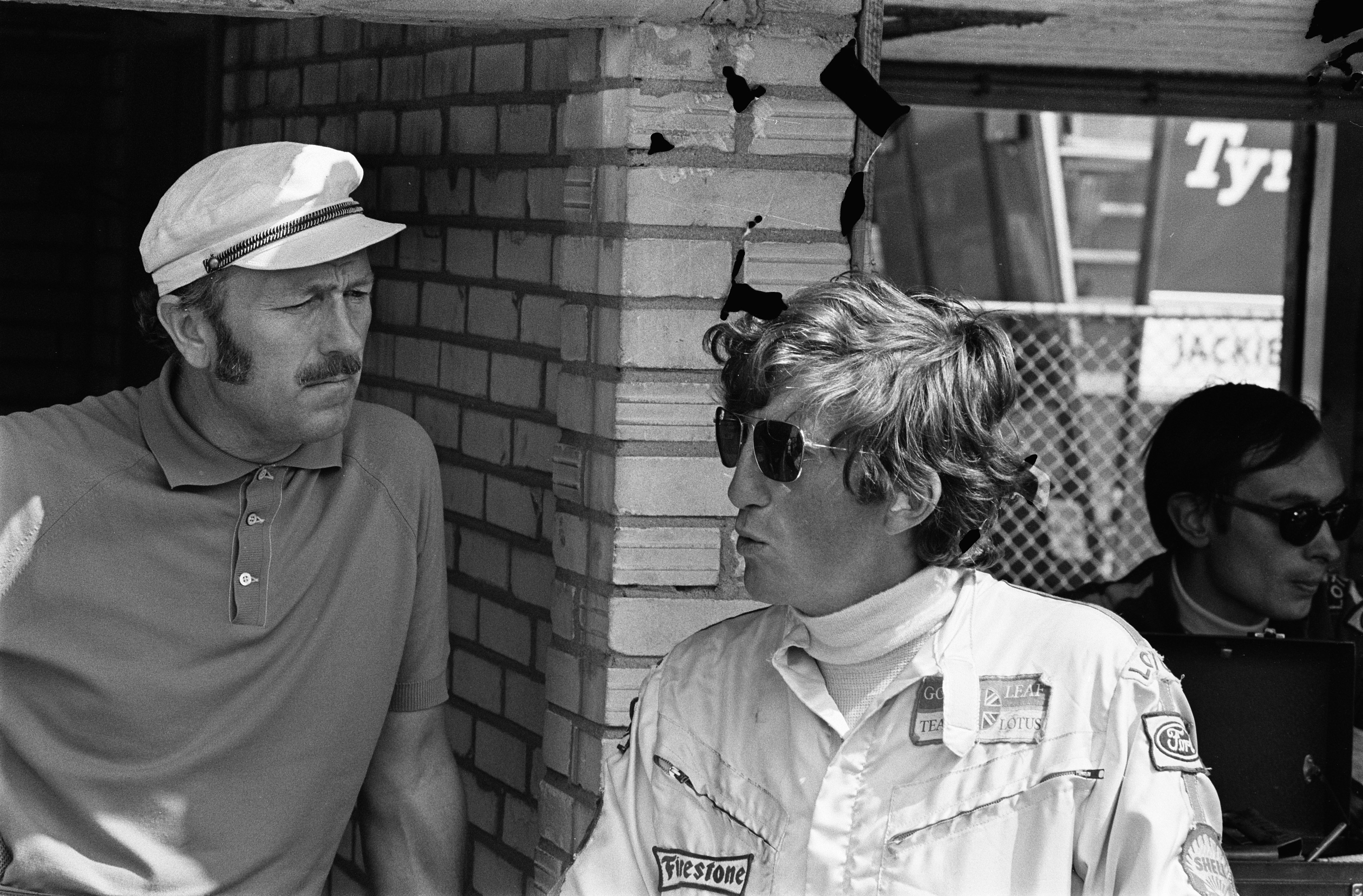
Chapman alături de Jochen Rindt în.

Experimentele lui Lotus din 1971 nu au adus niciun progres serios în tehnologie, dar i-au permis lui Chapman să testeze mai mulți piloți. Pentru 1972, echipa s-a concentrat din nou pe șasiul de tip 72, Imperial Tobacco continuând să sponsorizeze echipa sub noul său brand John Player Special. Mașinile, denumite acum adesea „JPS”, au fost prezentate într-un nou model negru și auriu – o nouă marcă dezvoltată pentru a profita la maximum de puterea promoțională a sportului cu motor. Lotus a luat prin surprindere campionatul în 1972 cu pilotul brazilian de 25 de ani, Emerson Fittipaldi, care a devenit la acea vreme cel mai tânăr campion mondial, distincție pe care a deținut-o până în 2005, când Fernando Alonso, în vârstă de 24 de ani, i-a depășit recordul. Lotus a câștigat, de asemenea, Campionatul Mondial pentru Constructori pentru a șasea oară în 1973. Modelul 72 a concurat în Formula 1 timp de cinci ani, dovedindu-se a avea mai mult succes decât presupusul său înlocuitor, Lotus 76. În cele din urmă, a fost retras la sfârșitul anului 1975, întrucât modelul 77 a fost pregătit pentru sezonul 1976.
Team Lotus, în calitate de constructor, a fost primul care a obținut 50 de victorii în Marile Premii, reușind acest lucru la Marele Premiu al Spaniei din 1973. (Ferrari a fost a doua care a reușit acest lucru un an mai târziu, în același Mare Premiu, deși a câștigat prima lor cursă de Formula 1 în 1951, cu șapte ani înainte de prima mașină introdusă de Lotus în F1.)

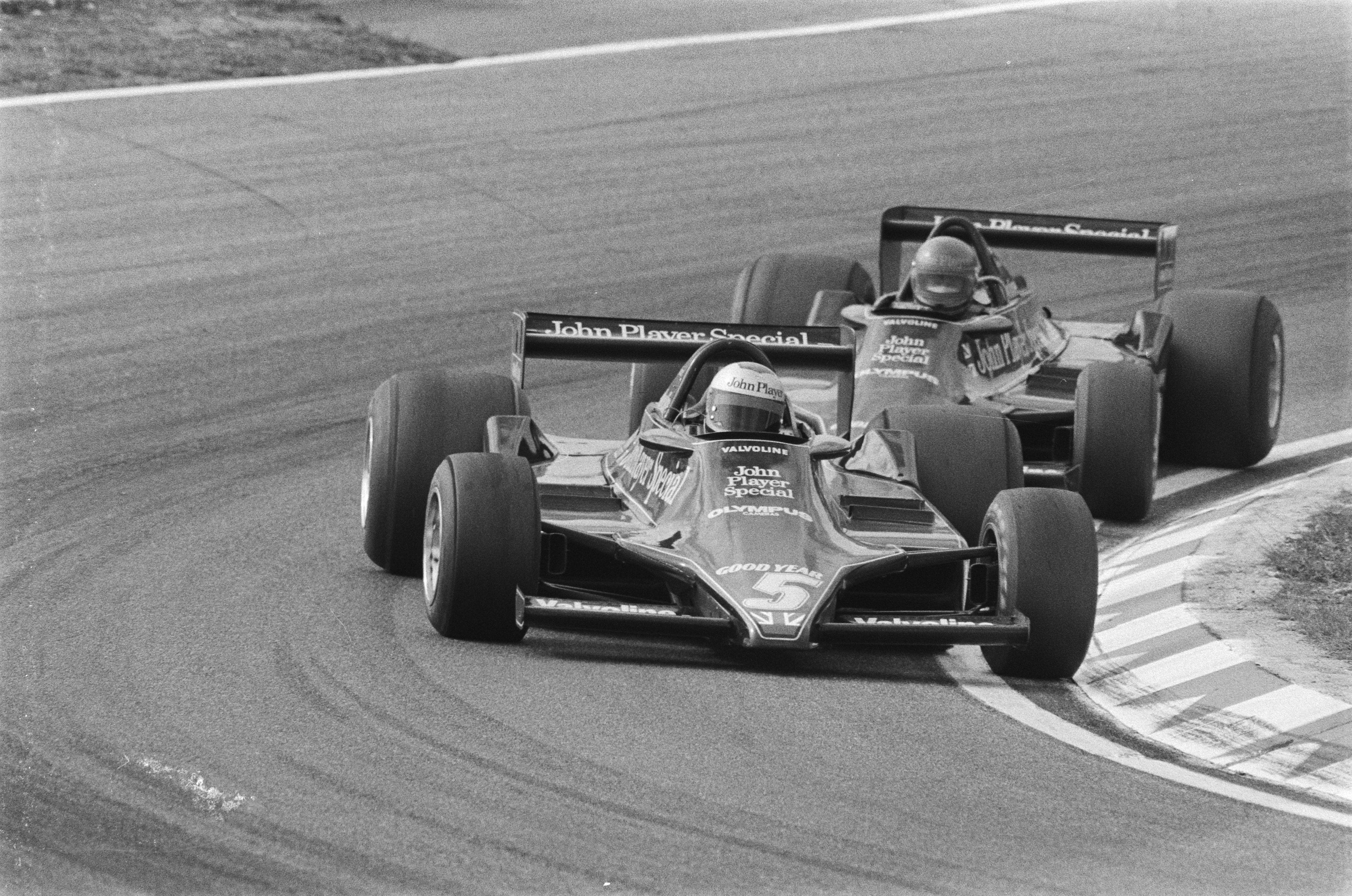
Mario Andretti, urmărit de Ronnie Peterson în.

De la mijlocul și până la sfârșitul anilor 1970, Lotus a cunoscut o renaștere cu pilotul american de origini italiene Mario Andretti. Pentru Marele Premiu al Statelor Unite din 1976 de la Long Beach, Bob Evans nu s-a calificat în Lotus-ul său, iar Gunnar Nilsson, în celălalt Lotus 77, s-a calificat pe locul 8 doar pentru a se retrage din cauza suspensiei înainte de a parcurge o tur. Chapman și Andretti s-au întâlnit într-o cafenea de la un hotel în dimineața de după cursă și au decis să își unească forțele. Inginerii au început să investigheze efectele aerodinamice de sol. Lotus 78, și apoi Lotus 79 din 1978 au avut un succes extraordinar, Andretti câștigând Campionatul Mondial. Totuși, sezonul a fost marcat de încă un deces al unui pilot Lotus, Ronnie Peterson, în Marele Premiu al Italiei.

### anii 1980: Moartea lui Chapman și descoperirea lui Senna
Lotus a încercat să ducă mai departe efectele de sol cu Lotus 80 și Lotus 88. Echipa a dezvoltat o mașină din fibră de carbon, Lotus 88, în 1981. Totuși, modelul 88 a fost interzis să concureze din cauza tehnologiei sale de „șasiu dublu”, în care pilotul avea suspensie separată de părțile aerodinamice ale mașinii. McLaren a depășit-o pe Lotus, construind prima mașină din firbă de carbon, MP4/1. Chapman începea să lucreze la un program de dezvoltare a suspensiei active când a murit în urma unui atac de cord în decembrie 1982, la vârsta de 54 de ani.

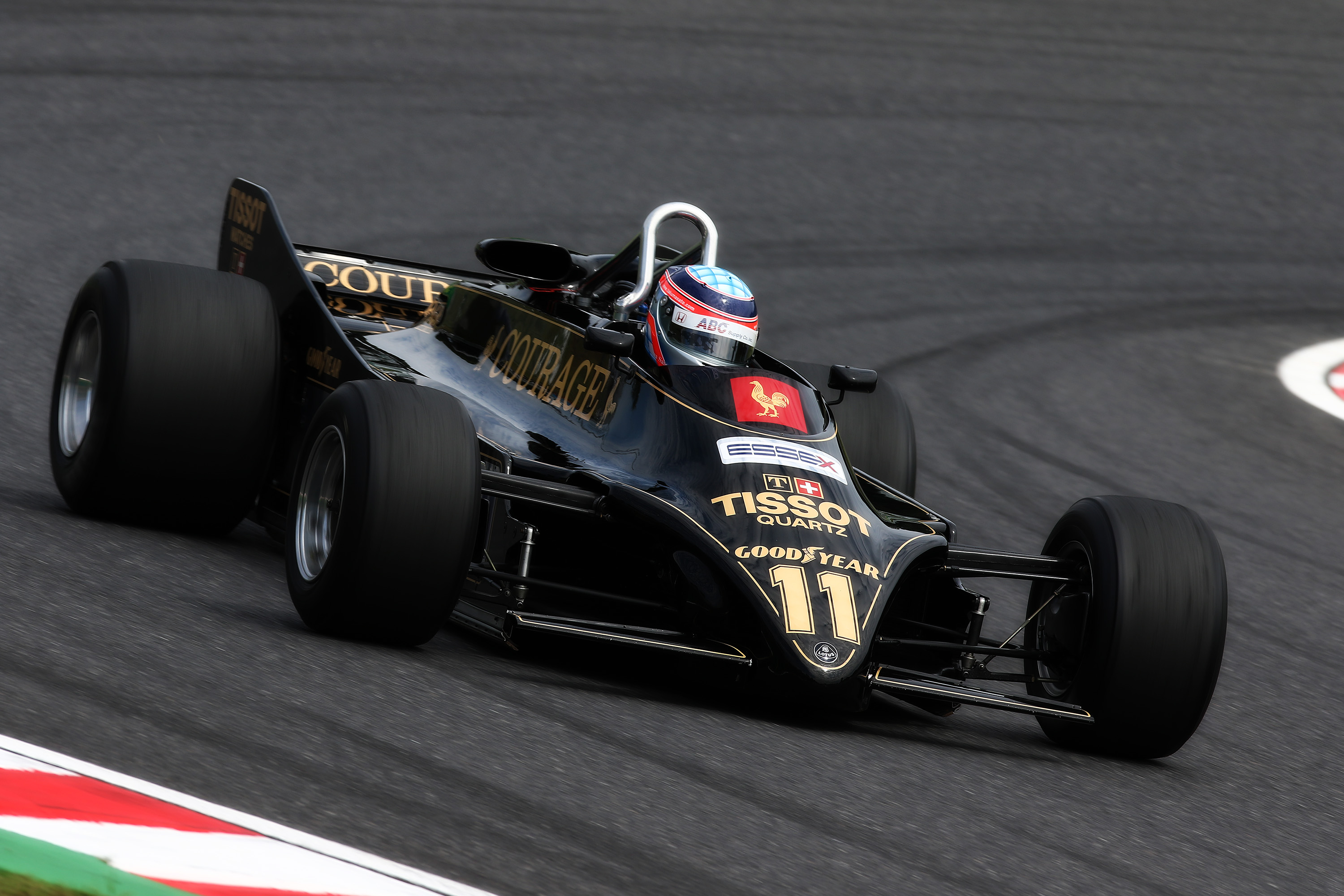
Modelul inovator 88B conceput de Chapman nu a avut niciodată șansa să concureze pe pistă.

După moartea lui Chapman, echipa de curse a fost continuată de văduva lui, Hazel, și condusă de Peter Warr, dar niciun model de F1 nu s-a mai dovedit a fi de succes de atunci. La jumătatea anului 1983, Lotus l-a angajat pe designerul francez Gérard Ducarouge și, în cinci săptămâni, a construit monopostul 94T propulsat de un Renault turbo. Trecerea la anvelopele Goodyear în 1984 i-a permis lui Elio de Angelis să termine pe locul al treilea în Campionatul Mondial, în ciuda faptului că italianul nu a câștigat nicio cursă. Echipa a terminat și ea pe locul 3 în Campionatul Constructorilor.
Când Nigel Mansell a plecat la sfârșitul anului, echipa l-a angajat pe brazilianul Ayrton Senna. Lotus 97T a obținut victorii cu de Angelis la Imola și cu Senna în Portugalia și Belgia. Echipa, deși câștigase acum trei curse, a pierdut locul 3 în Campionatul Constructorilor în fața lui Williams. Senna a obținut opt pole postion-uri, cu două victorii (Spania și Detroit) în 1986, conducând modelul 98T. Lotus a recăpătat locul 3 în Campionatul Constructorilor, trecând peste Ferrari. La sfârșitul anului, echipa și-a pierdut sprijinul de lungă durată de la John Player & Sons și a găsit o nouă sponsorizare cu Camel. Abilitățile lui Senna au atras atenția din partea Honda și, atunci când Lotus a fost de acord cu aducerea lui Satoru Nakajima ca al doilea pilot al echipei, s-a convenit un acord pentru motoare. Monopostul 99T proiectat de Ducarouge avea suspensie activă, dar Senna a reușit să câștige doar de două ori: la Monaco și Detroit, echipa terminând din nou pe locul 3 în Campionatul Constructorilor, la fel ca în anul precedent, în spatele rivalilor britanici Williams și McLaren, dar înaintea lui Ferrari.

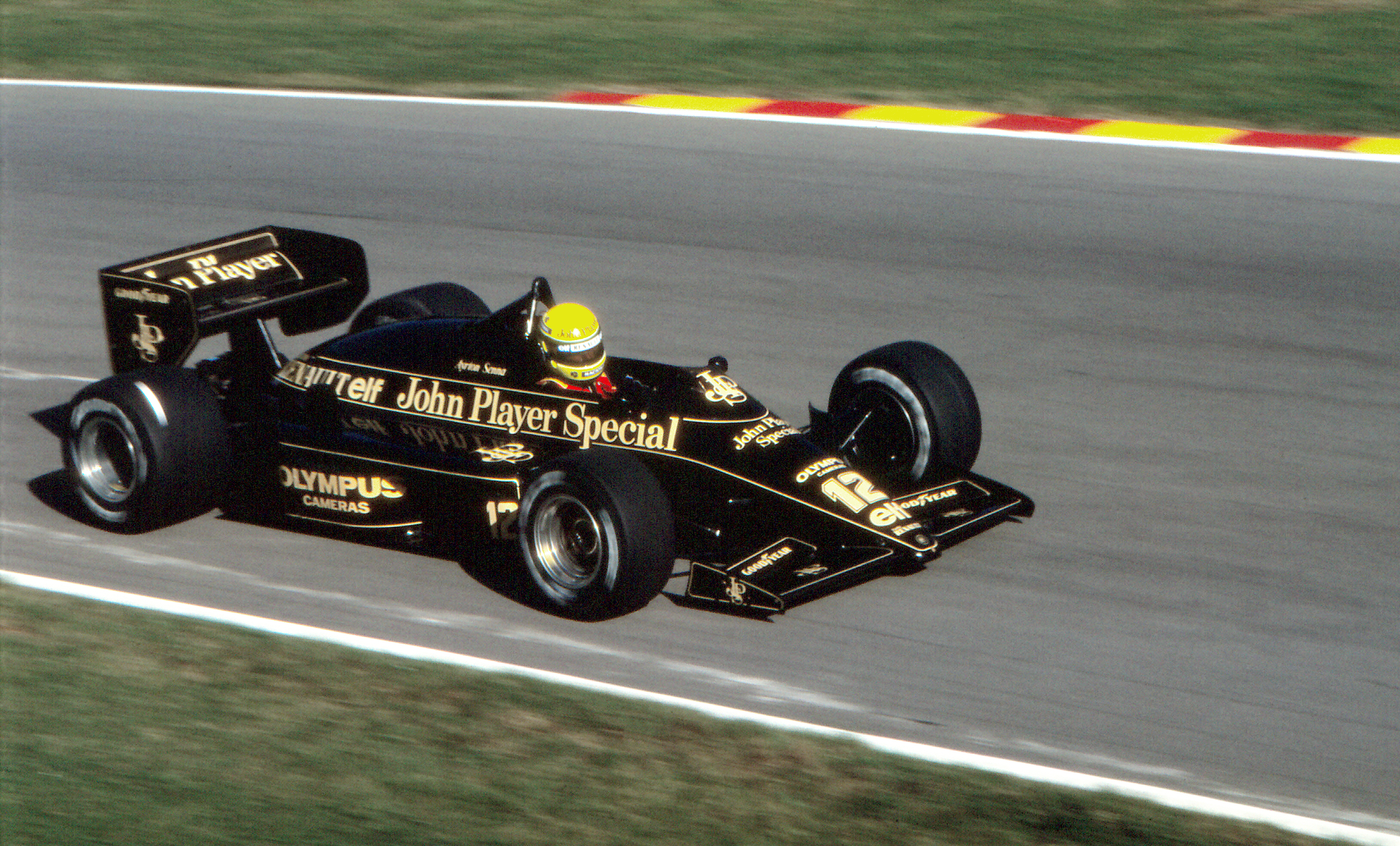
Ayrton Senna în.

Brazilianul s-a mutat la McLaren în 1988, iar Lotus l-a semnat pe conaționalul lui Senna și campionul mondial Nelson Piquet de la Williams. Atât Piquet, cât și Nakajima, nu au reușit să facă nicio impresie în ceea ce privește lupta pentru victorii. Cu toate acestea, echipa a reușit să termine pe locul 4 în Campionatul Constructorilor. Lotus a arătat în 1988 că a fost nevoie de mai mult de un motor Honda pentru a câștiga curse. 1988 a fost, de asemenea, anul în care McLaren (cu Senna și Alain Prost) a câștigat 15 dintre cele 16 curse ale sezonului cu aceleași specificații motoare Honda pe care le folosea și Lotus. Cele mai bune rezultate pentru echipă au fost trei clasări pe locul 3 pentru Piquet în Brazilia, San Marino și Australia.
Lotus-Honda 100T nu a fost un succes și Ducarouge s-a întors în Franța la mijlocul anului 1989. Lotus l-a angajat pe Frank Dernie în locul său. Odată cu noile reglementări ale motoarelor din 1989, Lotus și-a pierdut parteneriatul cu Honda și a folosit în schimb motoarele Judd V8 cu aspirație naturală. La mijlocul anului, Warr a plecat și a fost înlocuit ca manager de echipă de Rupert Manwaring, în timp ce Tony Rudd a fost adus în calitate de președinte, directorul senior Lotus de multă vreme. Cele mai bune rezultate pentru echipă în 1989 au fost locul 4 pentru Piquet în cursele britanice, canadiene și japoneze și locul 4 și cel mai rapid tur pentru Nakajima în Australia. La sfârșitul sezonului, Piquet a plecat la Benetton, iar Nakajima s-a mutat la Tyrrell.

### anii 1990: Declinul și dispariția
A fost organizată o înțelegere pentru motoarele Lamborghini V12, iar Derek Warwick și Martin Donnelly au fost angajați să conducă în 1990. Designul lui Dernie nu a fost un succes, Warwick obținând toate cele trei puncte datorită unui loc 6 în Marele Premiu al Canadei și unui loc 5 în Marele Premiu al Ungariei; Donnelly a fost aproape ucis într-un accident violent la Jerez. La sfârșitul anului, Camel și-a retras sponsorizarea.

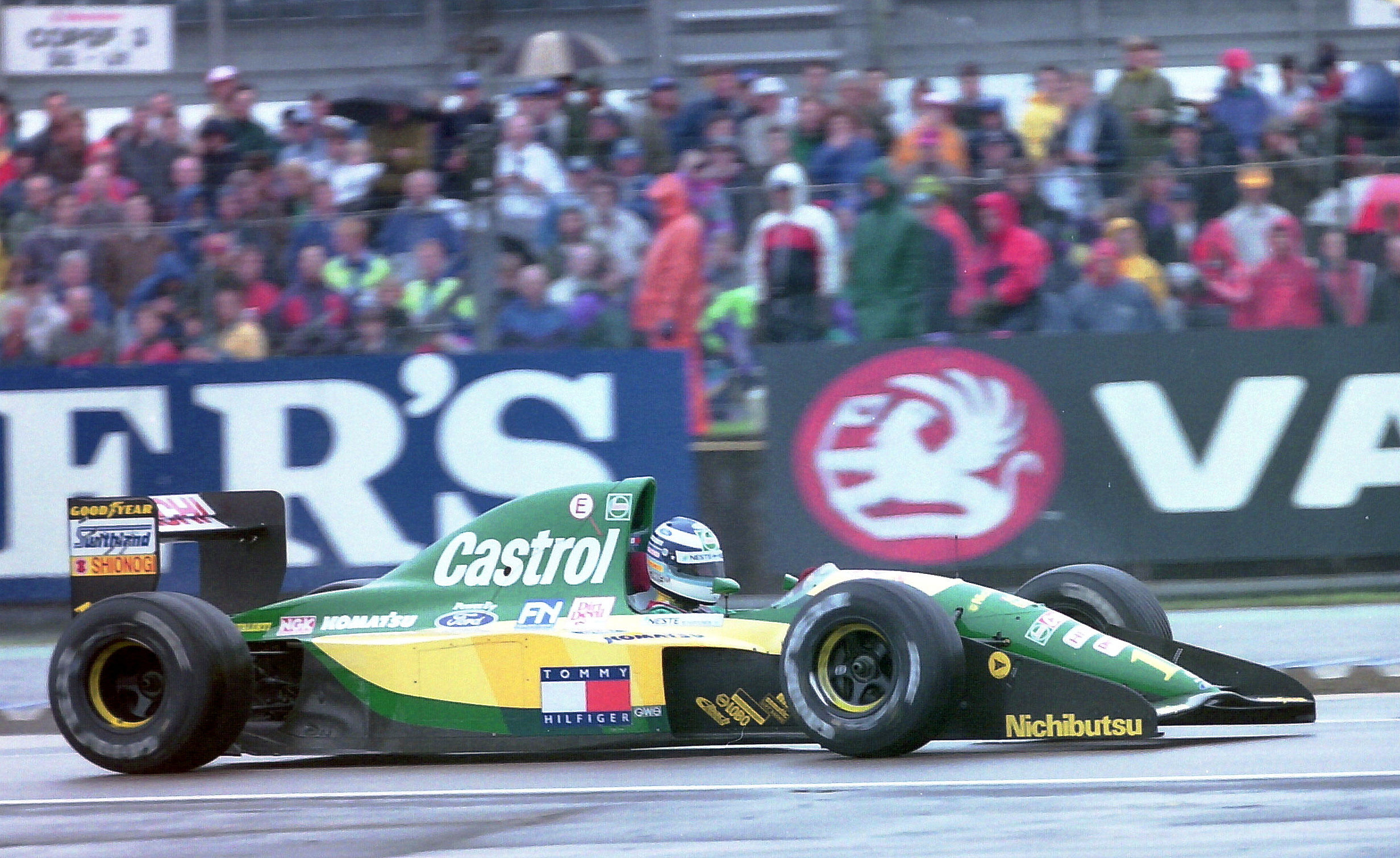
Mika Häkkinen în.

Foștii angajați ai Team Lotus, Peter Collins și Peter Wright, au organizat o înțelegere pentru a prelua echipa de la familia Chapman, iar în decembrie a fost lansată noua Team Lotus, iar Mika Häkkinen și Julian Bailey au fost semnați pentru sezonul 1991 pentru a conduce Lotus 102B actualizat cu motoare Judd. La Marele Premiu al statului San Marino din 1991, echipa a obținut primul punctaj dublu de la Marele Premiu al Braziliei din 1988, cu Häkkinen pe locul cinci și Bailey pe locul șase. În ciuda acestui fapt, Bailey a fost înlocuit ulterior de Johnny Herbert pentru restul sezonului. Pentru anul următor, echipa a semnat un acord pentru a utiliza motoarele HB V8 de la Ford în noul lor Lotus 107, proiectat de Chris Murphy. Echipa avea acum lipsă de bani și acest lucru a afectat performanța, dar mașina i-a permis lui Häkkinen să înscrie 11 puncte, inclusiv două locuri patru la Marele Premiu al Franței din 1992 (unde nu reușise să se califice în anul precedent), respectiv Marele Premiu al Ungariei, în timp ce Herbert a marcat două puncte pe tot parcursul sezonului. Echipa a terminat pe locul 5 în Campionatul Constructorilor. Häkkinen, care a terminat pe locul 8 în Campionatul Piloților din 1992, s-a mutat la McLaren ca pilot de testare în 1993. El a fost înlocuit de Alessandro Zanardi, care a fost el însuși înlocuit de Pedro Lamy după ce a suferit un accident puternic la Marele Premiu al Belgiei din 1993, unde Herbert a marcat ultimele două puncte din istorie pentru Lotus. Pe parcursul anului, echipa a marcat 12 puncte în ciuda bugetului strâns și a terminat pe locul 6 în Campionatul Constructorilor din 1993. Herbert a terminat pe locul 9 în Campionatul Piloților cu trei clasări pe locul 4. Zanardi a obținut un loc al șaselea la Marele Premiu al Braziliei, ultima cursă pentru ambele mașini Lotus care au terminat în puncte.
Datoriile erau în creștere și echipa nu a putut să dezvolte modelul 107. Pentru sezonul 1994, echipa a pariat pe succes cu motoarele Mugen Honda. Herbert și Lamy au avut dificultăți cu vechea mașină pentru primele curse. Pilotul portughez a fost grav rănit într-un accident în timpul testelor la Silverstone, astfel că Zanardi a revenit. Noua mașină a echipei, Lotus 109, a fost introdusă la Marele Premiu al Spaniei, după cinci curse în sezon, însă doar o mașină a fost disponibilă până la Marele Premiu al Franței, două curse mai târziu. În efortul de a supraviețui, echipa l-a adus pe pilotul plătitor Philippe Adams la Marele Premiu al Belgiei, dar până la Marele Premiu al Italiei, Zanardi era din nou în mașină. Herbert s-a calificat pe locul patru, dar în primul viraj a fost eliminat de Eddie Irvine de la Jordan. Herbert a comentat mai târziu că a simțit că ar fi putut câștiga cursa. A doua zi, echipa a solicitat un Ordin de Administrare pentru a se proteja de creditori. Tom Walkinshaw s-a năpustit și a cumpărat contractul lui Johnny Herbert, mutându-l la Ligier și apoi la Benetton.

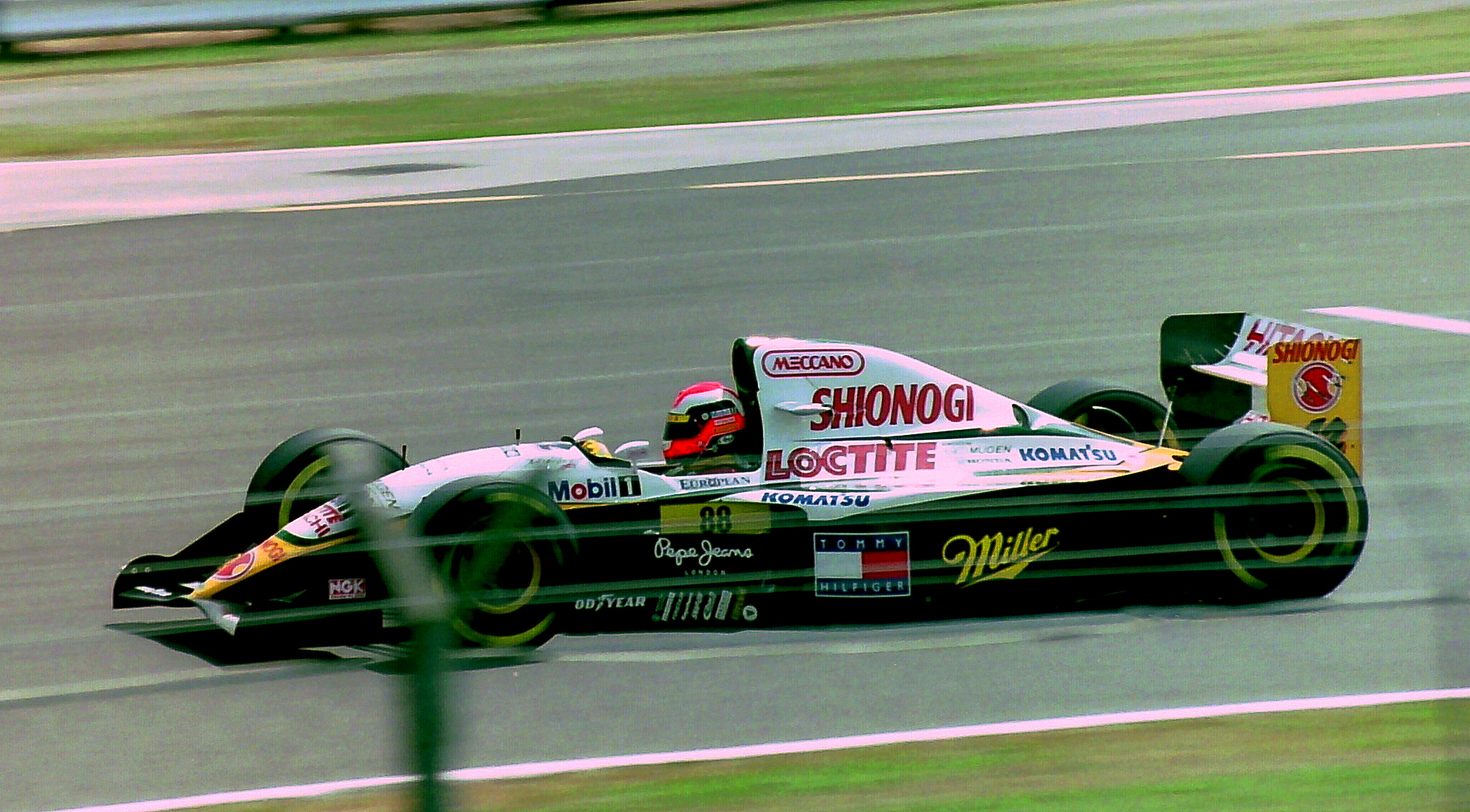
Johnny Herbert în.

Un ordin administrativ a fost emis cu privire la companie pe 12 septembrie 1994 și a fost lichidat în mod obligatoriu de către Curte la 13 februarie 1995. O declarație a arătat că societatea avea o deficiență estimată la 12.050.000 de lire sterline. Ordinele de descalificare au fost emise împotriva lui Peter Collins și lui Peter Wright la 15 octombrie 1998 pentru nouă ani, respectiv șapte ani.
Înainte de sfârșitul sezonului 1994, echipa a fost vândută lui David Hunt, fratele campionului mondial Hunt din 1976, iar Mika Salo a fost angajat pentru a-l înlocui pe Herbert pentru ultimele două curse ale sezonului. În decembrie, însă, lucrările la proiectarea unei mașini noi (Lotus 112) au fost oprite și personalul a fost concediat. În februarie 1995, Hunt a anunțat o alianță cu Pacific Grand Prix care, la fel ca și Lotus, aveau sediul în Norfolk în Regatul Unit, iar Team Lotus a luat sfârșit. Pacific a fost denumită inițial Pacific Team Lotus, iar mașina lor avea o dungă verde cu sigla Lotus.
Pacific a părăsit Formula 1 după Marele Premiu al Australiei din 1995. Ultima cursă pentru Lotus a fost Marele Premiu al Australiei din 1994.

## Întoarcerea numelui Lotus în 2010
După colapsul din 1994 – dar înainte de sfârșitul acelui sezon – drepturile asupra numelui „Team Lotus” au fost achiziționate de către David Hunt, fratele fostului campion de F1, James Hunt. În 2009, când FIA a anunțat intenția de a invita noi echipe pentru un campionat cu buget limitat în 2010, Litespeed a dobândit dreptul de a depune o înregistrare sub numele istoric. Lotus Cars, compania soră a echipei originale Lotus, s-a distanțat de această acțiune și și-a anunțat disponibilitatea de a lua măsuri pentru a-și proteja numele și reputația, dacă este necesar. Când lista de înscrieri din 2010 a fost lansată pe 12 iunie 2009, înregistrarea Litespeed Team Lotus nu a fost una dintre cele selectate. În septembrie 2009, au apărut rapoarte despre planuri ca guvernul malaezian să susțină o intrare numită Lotus pentru campionatul din 2010 pentru a promova producătorul de mașini malaezian Proton, care la acea vreme deținea Lotus Cars. La 15 septembrie 2009, FIA a anunțat că echipa susținută de Malaezia, Lotus Racing, a primit admiterea pentru sezonul 2010. Grupul Lotus a reziliat ulterior licența pentru sezoanele viitoare, ca urmare a ceea ce a numit „încălcări flagrante și persistente ale licenței de către echipă”. Puțin peste un an mai târziu, pe 24 septembrie 2010, a fost anunțat că Tony Fernandes (Lotus Racing) a achiziționat drepturile de nume ale Team Lotus de la David Hunt, marcând renașterea oficială a Team Lotus în Formula 1. Apoi, pe 8 decembrie 2010, Genii Capital și Group Lotus plc au anunțat crearea „Lotus Renault GP”, succesorul echipei Renault F1, care va participa în Campionatul Mondial de Formula 1 din 2011. Anunțul a venit ca parte a unei „alianțe strategice” între cele două companii și, la acea vreme, însemna că vor exista două echipe Lotus în acel sezon. Deși niciuna nu avea legături fizice cu echipa originală de Formula 1 de dinainte de 1994, doar „Team Lotus” a lui Fernandes avea numele, în timp ce Lotus-Renault era susținută de Group Lotus plc.

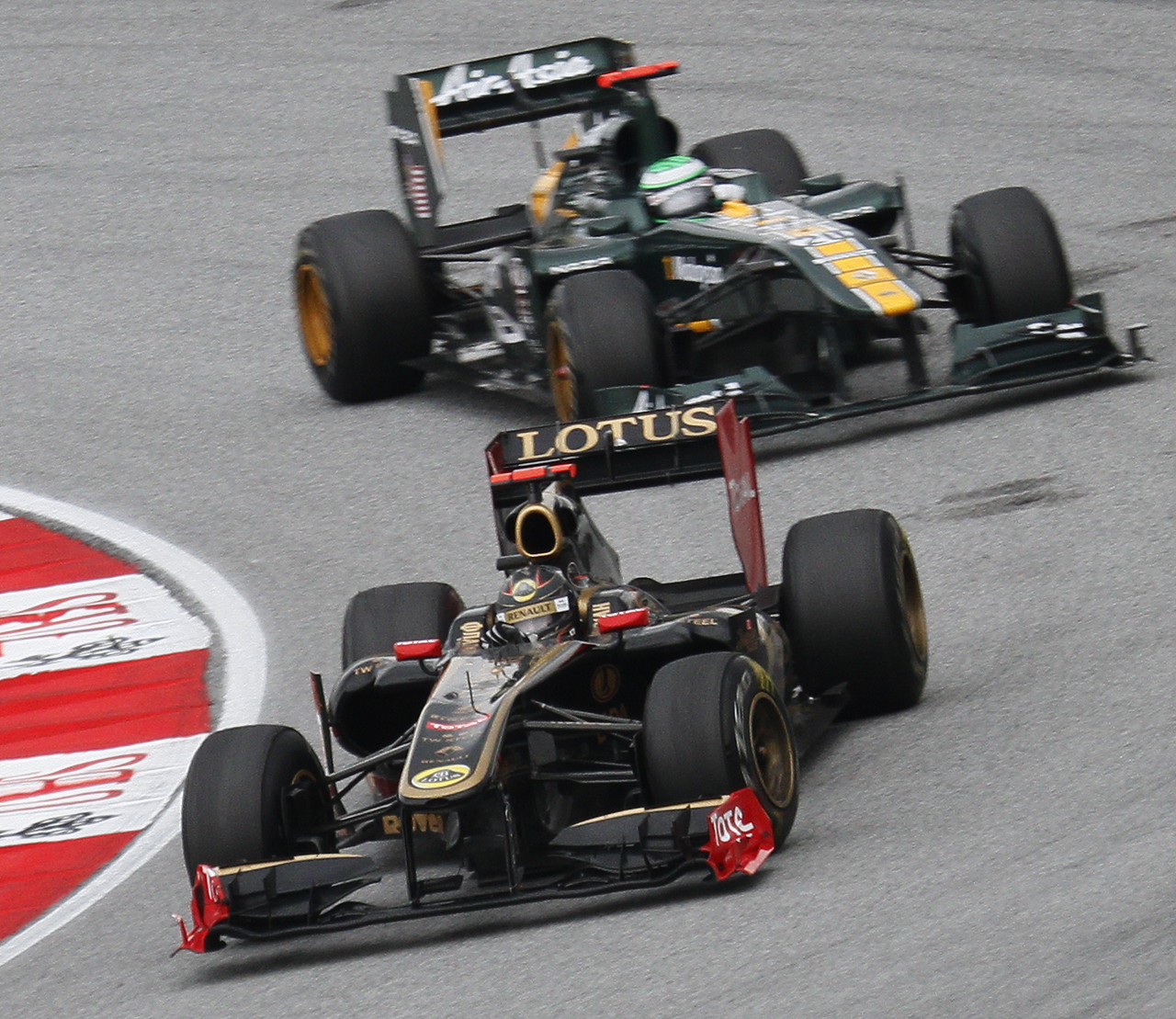
Cele două echipe care au folosit numele „Lotus” în sezonul de Formula 1 din 2011.

La 23 decembrie 2010, familia Chapman a lansat o declarație în care a susținut fără echivoc Grupul Lotus în disputa privind utilizarea numelui Lotus în Formula 1 și a precizat că ar prefera ca numele Team Lotus să nu revină în F1.
La 27 mai 2011, judecătorul Peter Smith și-a făcut public verdictul la Înalta Curte, dându-i permisiunea lui Tony Fernandes să-și numească echipa de F1 drept Team Lotus după ce a cumpărat drepturile asupra numelui de la fostul proprietar David Hunt. În plus, Grupul Lotus are dreptul să concureze în F1 folosind stilul istoric negru și auriu și au dreptul de a folosi marca Lotus pe mașini pentru uz rutier. În rezumat, sezonul de Formula 1 din 2011 a avut două echipe care rulează numele Lotus, grupul Lotus având dreptul să folosească numele „Lotus” pe cont propriu, în timp ce echipa lui Fernandes a folosit „Team Lotus”.
În 2012, Lotus-Renault GP a primit drepturile asupra numelui Lotus și a fost redenumită în Lotus F1, în timp ce echipa lui Fernandes a fost redenumită Caterham F1 după achiziționarea lui Caterham Cars. Echipa a fost activă timp de 4 sezoane, apoi a revenit la constructorul francez Renault.

## Palmares în Formula 1
| Sezon | Șasiu(ri)     | Motor                                                       | Pneuri        | Piloți                                                                                                | Puncte | CMC |
| ----- | ------------- | ----------------------------------------------------------- | ------------- | --- | ------ | --- |
| 1994  | 107C 109      | Mugen Honda MF-351 HC 3,5 V10 Mugen Honda MF-351 HD 3,5 V10 | G             | Pedro Lamy Alessandro Zanardi Philippe Adams Éric Bernard Mika Salo Johnny Herbert Alessandro Zanardi | 0      | NC  |
| 1993  | 107B          | Ford HBD6 3,5 V8                                            | G             | Alessandro Zanardi Pedro Lamy Johnny Herbert                                                          | 12     | 6   |
| 1992  | 102D 107      | Ford HBA5 3,5 V8                                            | G             | Mika Häkkinen Johnny Herbert                                                                          | 13     | 5   |
| 1991  | 102B          | Judd EV 3,5 V8                                              | G             | Mika Häkkinen Julian Bailey Johnny Herbert Michael Bartels                                            | 3      | 9   |
| 1990  | 102           | Lamborghini 3512 3,5 V12                                    | G             | Derek Warwick Martin Donnelly Johnny Herbert                                                          | 3      | 8   |
| 1989  | 101           | Judd CV 3.5 V8                                              | G             | Nelson Piquet Satoru Nakajima                                                                         | 15     | 6   |
| 1988  | 100T          | Honda RA168E 1,5 V6t                                        | G             | Nelson Piquet Satoru Nakajima                                                                         | 23     | 4   |
| 1987  | 99T           | Honda RA166E 1,5 V6t                                        | G             | Satoru Nakajima Ayrton Senna                                                                          | 64     | 3   |
| 1986  | 98T           | Honda EF15B 1,5 V6t                                         | G             | Johnny Dumfries Ayrton Senna                                                                          | 58     | 3   |
| 1985  | 97T           | Renault EF4B 1,5 V6t Renault EF15 1,5 V6t                   | G             | Elio de Angelis Ayrton Senna                                                                          | 71     | 4   |
| 1984  | 95T           | Renault EF4B 1,5 V6t                                        | G             | Elio de Angelis Nigel Mansell                                                                         | 47     | 3   |
| 1983  | 91 92 93T 94T | Ford Cosworth DFV 3,0 V8                                    | P             | Elio de Angelis                                                                                       | 11     | 8   |
| 1983  | 91 92 93T 94T | Renault-Gordini EF1 1,5 V6t                                 | Nigel Mansell | | 11     | 8   |
| 1982  | 87B 91        | Ford Cosworth DFV 3,0 V8                                    | G             | Elio de Angelis Nigel Mansell Roberto Moreno Geoff Lees                                               | 30     | 6   |
| 1981  | 81B 87        | Ford Cosworth DFV 3,0 V8                                    | M G           | Elio de Angelis Nigel Mansell                                                                         | 22     | 7   |
| 1980  | 81 81B        | Ford Cosworth DFV 3,0 V8                                    | G             | Mario Andretti Elio de Angelis Nigel Mansell                                                          | 14     | 5   |
| 1979  | 79 80         | Ford Cosworth DFV 3,0 V8                                    | G             | Mario Andretti Carlos Reutemann                                                                       | 39     | 4   |
| 1978  | 78 79         | Ford Cosworth DFV 3,0 V8                                    | G             | Mario Andretti Ronnie Peterson Jean-Pierre Jarier                                                     | 86     | 1   |
| 1977  | 78            | Ford Cosworth DFV 3,0 V8                                    | G             | Mario Andretti Gunnar Nilsson                                                                         | 62     | 2   |
| 1976  | 77            | Ford Cosworth DFV 3,0 V8                                    | G             | Ronnie Peterson Bob Evans Mario Andretti Gunnar Nilsson                                               | 29     | 4   |
| 1975  | 72E           | Ford Cosworth DFV 3,0 V8                                    | G             | Ronnie Peterson Jacky Ickx Jim Crawford John Watson Brian Henton                                      | 9      | 7   |
| 1974  | 72E 76        | Ford Cosworth DFV 3,0 V8                                    | G             | Ronnie Peterson Jacky Ickx Tim Schenken                                                               | 42     | 4   |
| 1973  | 72D 72E       | Ford Cosworth DFV 3,0 V8                                    | G             | Emerson Fittipaldi Ronnie Peterson                                                                    | 92     | 1   |
| 1972  | 72D           | Ford Cosworth DFV 3,0 V8                                    | F             | Emerson Fittipaldi David Walker Reine Wisell                                                          | 61     | 1   |
| 1971  | 72C 72D       | Ford Cosworth DFV 3,0 V8                                    | F             | Emerson Fittipaldi Reine Wisell Dave Charlton                                                         | 21     | 5   |
| 1971  | 56B           | Pratt & Whitney STN76 tbn                                   | F             | David Walker Reine Wisell Emerson Fittipaldi                                                          | 21     | 5   |
| 1970  | 49C 72B 72C   | Ford Cosworth DFV 3,0 V8                                    | F             | Jochen Rindt John Miles Alex Soler-Roig Emerson Fittipaldi                                            | 59     | 1   |
| 1969  | 49B 63        | Ford Cosworth DFV 3,0 V8                                    | F             | Graham Hill Jochen Rindt Richard Attwood Mario Andretti John Miles                                    | 47     | 3   |
| 1968  | 49 49B        | Ford Cosworth DFV 3,0 V8                                    | F             | Jim Clark Jackie Oliver Graham Hill Mario Andretti Bill Brack Moisés Solana                           | 62     | 1   |
| 1967  | 43 33         | BRM P75 3,0 H16 BRM P60 2,1 V8                              | F             | Jim Clark Graham Hill                                                                                 | 44     | 2   |
| 1967  | 33            | Climax FWMV 2,0 V8                                          | F             | Jim Clark                                                                                             | 44     | 2   |
| 1967  | 49            | Ford Cosworth DFV 3,0 V8                                    | F             | Jim Clark Graham Hill Eppie Wietzes Giancarlo Baghetti Moisés Solana                                  | 44     | 2   |
| 1966  | 33            | Climax FWMV 2,0 V8                                          | F             | Jim Clark Giacomo Russo Peter Arundell Pedro Rodríguez                                                | 13     | 5   |
| 1966  | 43 33         | BRM P75 3,0 H16 BRM P60 2,0 V8                              | F             | Pedro Rodríguez Peter Arundell Jim Clark                                                              | 13     | 5   |
| 1965  | 33 25         | Climax FWMV 1,5 V8                                          | D             | Jim Clark Mike Spence Gerhard Mitter Giacomo Russo Moisés Solana                                      | 54     | 1   |
| 1964  | 25 33         | Climax FWMV 1,5 V8                                          | D             | Peter Arundell Mike Spence Jim Clark Gerhard Mitter Walt Hansgen Moisés Solana                        | 37     | 3   |
| 1963  | 25            | Climax FWMV 1,5 V8                                          | D             | Jim Clark Trevor Taylor Mike Spence Peter Arundell Pedro Rodríguez                                    | 54     | 1   |
| 1962  | 25 24         | Climax FWMV 1,5 V8                                          | D             | Jim Clark Trevor Taylor                                                                               | 36     | 2   |
| 1961  | 21 18 18/21   | Climax FPF 1,5 L4                                           | D             | Jim Clark Innes Ireland Trevor Taylor Willy Mairesse                                                  | 32     | 2   |
| 1960  | 21 18 18/21   | Climax FPF 2,5 L4                                           | D             | Innes Ireland Alan Stacey Ron Flockhart John Surtees Alberto Rodriguez Larreta Jim Clark              | 34     | 2   |
| 1959  | 16            | Climax FPF 2,5 L4                                           | D             | Graham Hill Alan Stacey Pete Lovely Innes Ireland                                                     | 5      | 4   |
| 1958  | 12 16         | Climax FPF 2,0 L4 Climax FPF 2,2 L4                         | D             | Cliff Allison Graham Hill Alan Stacey                                                                 | 3      | 6   |